# Håkan Jonsson Läma
Håkan Jonsson Läma var en svensk storman, riddare, riksråd och riksmarsk, verksam under 1300-talets första hälft. Han är omnämnd som kung Birger Magnussons marsk 13101318 och ägde gods framför allt i Närke, men även i Östergötland, Småland och Värmland.

## Biografi
Under inbördesstriderna mellan kung Birger Magnusson å ena sidan och hertigarna Erik och Valdemar å andra sidan bytte Håkan Jonsson sida och anslöt sig till hertigpartiet som 1318 kunde avsätta kungen.
Han deltog i konungavalet och var en av herrarna som ställde sig bakom Frihetsbrevet år 1319. Han tog därefter aktiv del i Magnus Erikssons förmyndarestyrelse.
26 mars 1325 undertecknar han dokument i Riseberga kloster:
Håkan Jonsson Läma erkänner sig vara skyldig abbedissan Rangfrid i Riseberga kloster 60 mark penningar till en nunnas underhåll och 20 mark för en bonad som han köpt, för vilken skuld han pantsätter sin gård Hammar. Skulden skall på bestämda terminer återbetalas. Utfärdaren beseglar.
Håkan Jonsson förde två snedbjälkar i vapnet och kallade sig "Läma". Hans ättlingar, liksom hans bror Tuke Jonsson Läma och dennes ättlingar, kallade sig också Läma men förde ett helt annat vapen (en fyrdelad sköld med trappskurna rutor i två fält).

### Egendom
Håkan Jonsson ägde tre kvarnar i Vifolka härad, jord i Dals härad i Östergötland, i Norrvidinge härad i Småland och i Sköllersta härad i Närke. Han ägde gården Hammar i Väse socken.

## Barn
Tack vare ett gåvodokument beseglat av Håkan Jonsson Lämas änka Kristina Nilsdotter är minst tre av deras söner kända:
Kristina Nilsdotter (änka efter Håkan Jonsson Läma) ger, med sina övriga barns bifall, en gård i Näsby, i Ekeby socken i Närke, åt sin son Nils. Domprosten Mathias, Ragvald Magnusson, Birger Håkansson, Mathias Håkansson samt utfärdaren beseglar.
1. Nils Håkansson Läma
2. Birger Håkansson Läma
3. Mathias Håkansson Läma